# Hélcio Alvarenga
Hélcio Alvarenga (Leopoldina, Minas Gerais, 1 de março de 1927 – 29 de agosto de 2015) foi um médico brasileiro.
Foi eleito membro da Academia Nacional de Medicina em 1986, ocupando a Cadeira 49, que tem Enjolras Vampré como patrono.